# Copa Interamericana 1991
La Copa Interamericana 1991 fue la decimotercera edición del torneo organizado entre Conmebol y Concacaf. Se jugó a partidos de ida y vuelta entre el América de México y Olimpia de Paraguay. El América, por segunda vez en su historia, logró quedarse con esta copa con un marcador global de 3 a 2.

## Clubes participantes
Se fueron decidiendo a lo largo de 1990 entre las dos máximas competiciones de las confederaciones del continente americano.
| Conmebol (Sudamérica)                       |  | Olimpia |  | Campeón de la Copa Libertadores (1990)                |
| Concacaf (Norte, Centroamérica y el Caribe) |  | América |  | Campeón de la Copa de Campeones de la Concacaf (1990) |

## Resultados

### Partido de ida
| 1 de octubre de 1991 | Olimpia         | 1:1 (1:1) | América      | Estadio Defensores del Chaco, Asunción                         |                                                                |
|                      | G. González 30' |           | Edú Manga 9' | Asistencia: 15 000 espectadores Árbitro(s): Francisco Lamolina | Asistencia: 15 000 espectadores Árbitro(s): Francisco Lamolina |

|    | POR | Jorge Battaglia  |       |
|    | DEF | Virginio Cáceres |       |
|    | DEF | Mario Ramírez    |       |
|    | DEF | Rogelio Delgado  |       |
|    | DEF | Silvio Suárez    |       |
|    | MED | Fermín Balbuena  |       |
|    | MED | Jorge Guasch     |       |
|    | MED | Carlos Guirland  |       |
|    | MED | Jorge Gómez      | Salió |
|    | DEL | Carlos Torres    | Salió |
|    | DEL | Gabriel González |       |
| DT | DT  | Aníbal Ruiz      |       |

|    | POR | Alejandro García      |       |
|    | DEF | Juan Hernández        |       |
|    | DEF | José Enrique Vaca     |       |
|    | DEF | José Enrique Rodón    |       |
|    | DEF | Cesilio de los Santos |       |
|    | MED | Alejandro Domínguez   |       |
|    | MED | Jesús Eduardo Córdova |       |
|    | MED | Gonzalo Farfán        |       |
|    | MED | Antônio Carlos Santos |       |
|    | DEL | Edú Manga             | Salió |
|    | DEL | Luis Roberto Alves    |       |
| DT | DT  | Carlos Miloc          |       |

|  | MED | Campos | Entró |
|  | DEL | Franco | Entró |

|  | DEL | Arturo Cañas | Entró |

|  | 30' | Gabriel González |

|  | 9' | Edú Manga |

|    | POR | Jorge Battaglia  |       |
|    | DEF | Virginio Cáceres |       |
|    | DEF | Mario Ramírez    |       |
|    | DEF | Rogelio Delgado  |       |
|    | DEF | Silvio Suárez    |       |
|    | MED | Fermín Balbuena  |       |
|    | MED | Jorge Guasch     |       |
|    | MED | Carlos Guirland  |       |
|    | MED | Jorge Gómez      | Salió |
|    | DEL | Carlos Torres    | Salió |
|    | DEL | Gabriel González |       |
| DT | DT  | Aníbal Ruiz      |       |

|    | POR | Alejandro García      |       |
|    | DEF | Juan Hernández        |       |
|    | DEF | José Enrique Vaca     |       |
|    | DEF | José Enrique Rodón    |       |
|    | DEF | Cesilio de los Santos |       |
|    | MED | Alejandro Domínguez   |       |
|    | MED | Jesús Eduardo Córdova |       |
|    | MED | Gonzalo Farfán        |       |
|    | MED | Antônio Carlos Santos |       |
|    | DEL | Edú Manga             | Salió |
|    | DEL | Luis Roberto Alves    |       |
| DT | DT  | Carlos Miloc          |       |

|  | MED | Campos | Entró |
|  | DEL | Franco | Entró |

|  | DEL | Arturo Cañas | Entró |

|  | 30' | Gabriel González |

|  | 9' | Edú Manga |

### Partido de vuelta
| 12 de octubre de 1991 | América                   | 2:1 (2:1) | Olimpia         | Estadio Azteca, Ciudad de México                             |                                                              |
| | Toninho Dos Santos 7' 41' |           | G. González 20' | Asistencia: 60 000 espectadores Árbitro(s): Ronald Gutiérrez | Asistencia: 60 000 espectadores Árbitro(s): Ronald Gutiérrez |
| El partido fue detenido temporalmente en el minuto 50 cuando el técnico del América, Carlos Miloc, corrió al campo para atacar al jugador del Olimpia, Fermín Balbuena. A continuación, los jugadores de Olimpia atacaron al entrenador, tirándolo al suelo y pateándolo. La CONCACAF suspendió a Miloc por un año, y el América lo despidió. Este encuentro coincidió con el aniversario número 75 del Club América. |                           |           |                 |                                                              |                                                              |

|    | POR | Alejandro García      |     |
|    | DEF | Juan Hernández        |     |
|    | DEF | Alejandro Domínguez   |     |
|    | DEF | José Enrique Rodón    |     |
|    | DEF | Cesilio de los Santos |     |
|    | MED | Gonzalo Farfán        |     |
|    | MED | Jesús Eduardo Córdova | 26' |
|    | MED | Edú Manga             |     |
|    | MED | Antônio Carlos Santos |     |
|    | DEL | Tonihno Dos Santos    | 64' |
|    | DEL | Luis Roberto Alves    |     |
| DT | DT  | Carlos Miloc          |     |

|    | POR | Jorge Battaglia   |     |
|    | DEF | Virginio Cáceres  |     |
|    | DEF | Mario Ramírez     |     |
|    | DEF | Rogelio Delgado   |     |
|    | DEF | Silvio Suárez     |     |
|    | MED | Fermín Balbuena   |     |
|    | MED | Jorge Guasch      |     |
|    | MED | Adolfo Jara Heyn  |     |
|    | MED | Carlos Guirland   | 55' |
|    | DEL | Gabriel González  |     |
|    | DEL | Cristóbal Cubilla | 46' |
| DT | DT  | Aníbal Ruiz       |     |

|  | MED | José Enrique Vaca | 26' |
|  | DEL | Arturo Cañas      | 64' |

|  | MED | César Castro       | 55' |
|  | DEL | Julio César Romero | 46' |

|  | 7'  | Tonihno Dos Santos |
|  | 41' | Tonihno Dos Santos |

|  | 20' | Gabriel González |

| Expulsado | 55' | Cesilio de los Santos |

| Expulsado | 55' | Rogelio Delgado |

|    | POR | Alejandro García      |     |
|    | DEF | Juan Hernández        |     |
|    | DEF | Alejandro Domínguez   |     |
|    | DEF | José Enrique Rodón    |     |
|    | DEF | Cesilio de los Santos |     |
|    | MED | Gonzalo Farfán        |     |
|    | MED | Jesús Eduardo Córdova | 26' |
|    | MED | Edú Manga             |     |
|    | MED | Antônio Carlos Santos |     |
|    | DEL | Tonihno Dos Santos    | 64' |
|    | DEL | Luis Roberto Alves    |     |
| DT | DT  | Carlos Miloc          |     |

|    | POR | Jorge Battaglia   |     |
|    | DEF | Virginio Cáceres  |     |
|    | DEF | Mario Ramírez     |     |
|    | DEF | Rogelio Delgado   |     |
|    | DEF | Silvio Suárez     |     |
|    | MED | Fermín Balbuena   |     |
|    | MED | Jorge Guasch      |     |
|    | MED | Adolfo Jara Heyn  |     |
|    | MED | Carlos Guirland   | 55' |
|    | DEL | Gabriel González  |     |
|    | DEL | Cristóbal Cubilla | 46' |
| DT | DT  | Aníbal Ruiz       |     |

|  | MED | José Enrique Vaca | 26' |
|  | DEL | Arturo Cañas      | 64' |

|  | MED | César Castro       | 55' |
|  | DEL | Julio César Romero | 46' |

|  | 7'  | Tonihno Dos Santos |
|  | 41' | Tonihno Dos Santos |

|  | 20' | Gabriel González |

| Expulsado | 55' | Cesilio de los Santos |

| Expulsado | 55' | Rogelio Delgado |

|                            |
| Bandera de México          |
| Campeón América 2.º título |